# Iris (prénom)
Pour les articles homonymes, voir Iris.
 (février 2008).
Si vous disposez d'ouvrages ou d'articles de référence ou si vous connaissez des sites web de qualité traitant du thème abordé ici, merci de compléter l'article en donnant les références utiles à sa vérifiabilité et en les liant à la section « Notes et références ».
Iris est un prénom feminin.

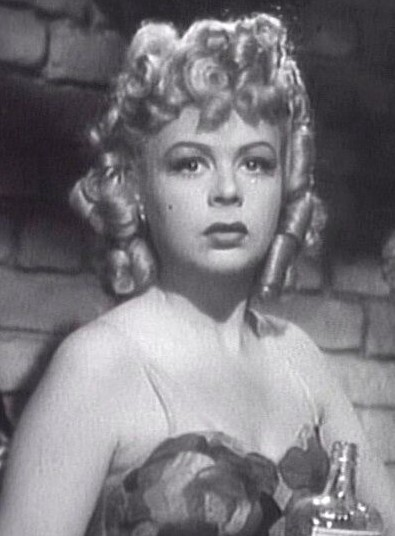
Capture d'écran d'Iris Adrian venant du film Lady of Burlesque.

En Europe, le prénom est surtout populaire en Allemagne.
En Espagne, ce prénom est souvent utilisé sous Franco comme rébellion aux normes établies et chrétiennes. Les parents donnaient des prénoms hors normes, souvent des noms de fleurs comme ici, Iris.[réf. nécessaire]

## Variantes linguistiques
- en hongrois : Írisz

## Personnes portant ce prénom
- Iris Mittenaere (1993- ), Miss France 2016.
- Pour l'ensemble des articles sur les personnes portant ce prénom, consulter :
  - la liste des articles dont le titre commence par ce prénom
  - les listes produites par Wikidata : Liste des personnes de prénom « Iris » — même liste en incluant les éventuels prénoms composés qui contiennent « Iris ».